# Søråsen
Søråsen är en bergstopp i Antarktis. Den ligger i Östantarktis. Norge gör anspråk på området. Toppen på Søråsen är 560 meter över havet.
Terrängen runt Søråsen är lite kuperad. Trakten är obefolkad. Det finns inga samhällen i närheten.